# Бергара
Бергара, Вергара (баск. Bergara (офіційна назва), ісп. Vergara) — муніципалітет в Іспанії, у складі автономної спільноти Країна Басків, у провінції Гіпускоа. Населення — 14 707 осіб (2009).
Муніципалітет розташований на відстані близько 320 км на північ від Мадрида, 41 км на південний захід від Сан-Себастьяна.
На території муніципалітету розташовані такі населені пункти: (дані про населення за 2009 рік)
- Ангіосар: 310 осіб
- Басальго: 68 осіб
- Елосуа: 18 осіб
- Осінчу: 471 особа
- Елоррегі: 106 осіб
- Убера: 134 особи
- Бергара: 13600 осіб

## Демографія
Динаміка населення (INE ):

## Галерея зображень

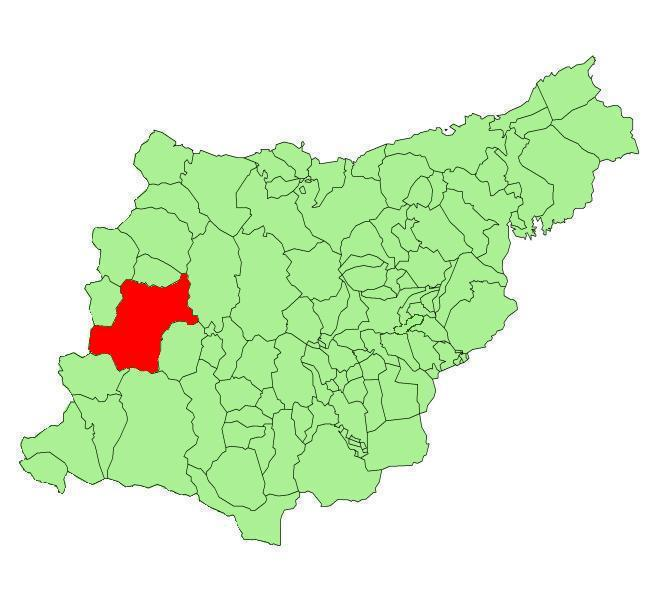
Розташування муніципалітету
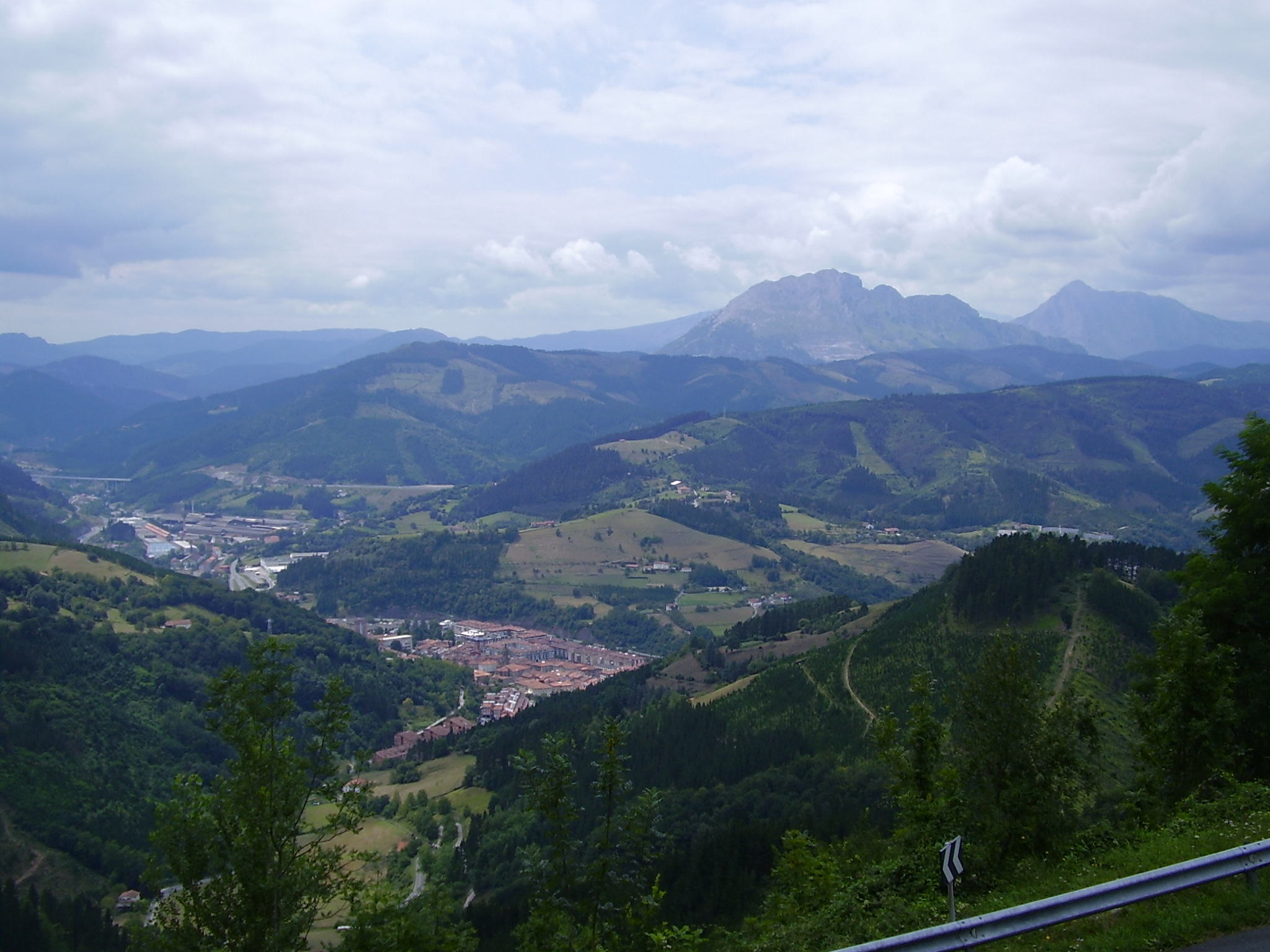
Бергара
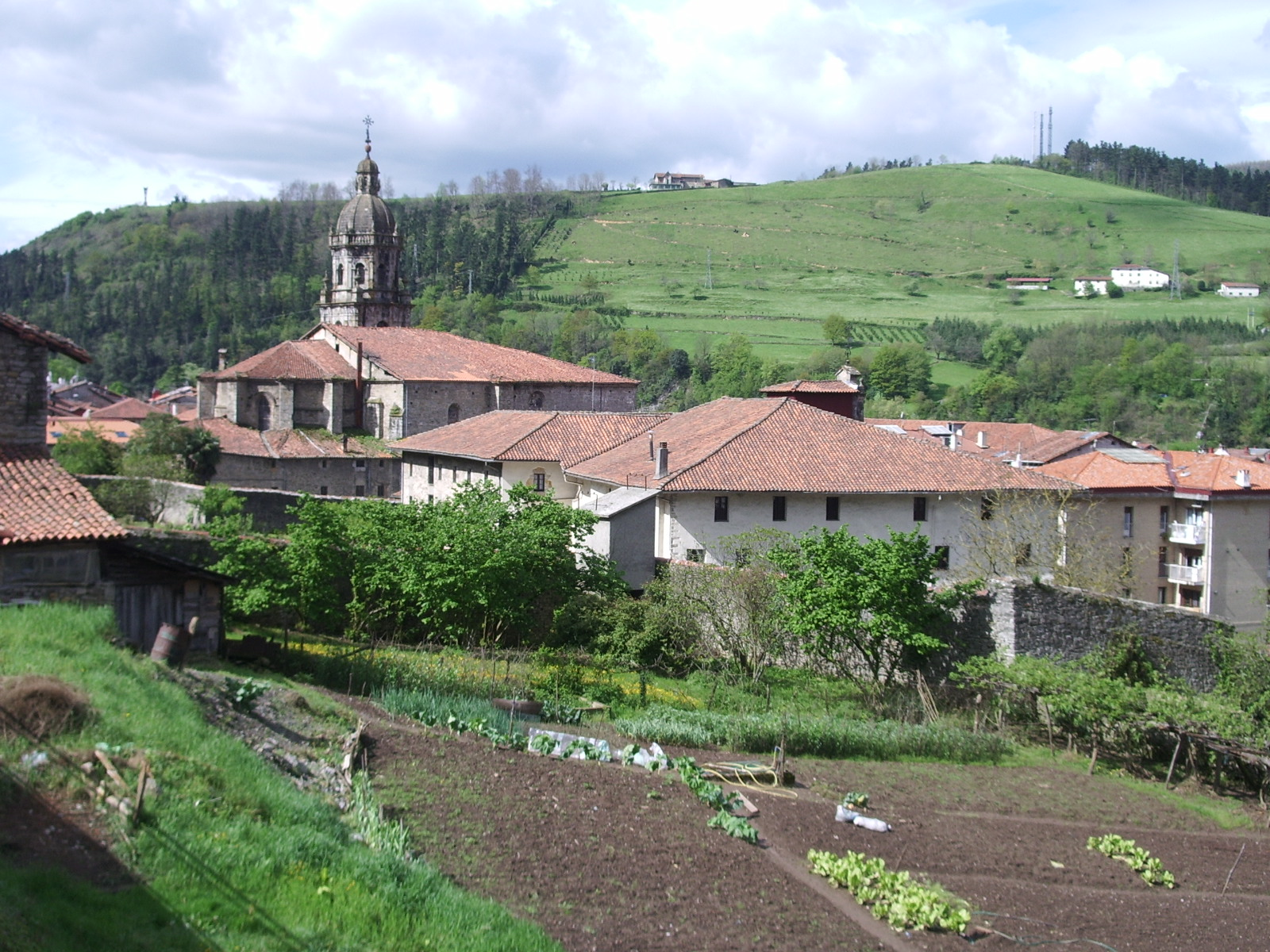
Церква Сан-Педро-де-Арісноа
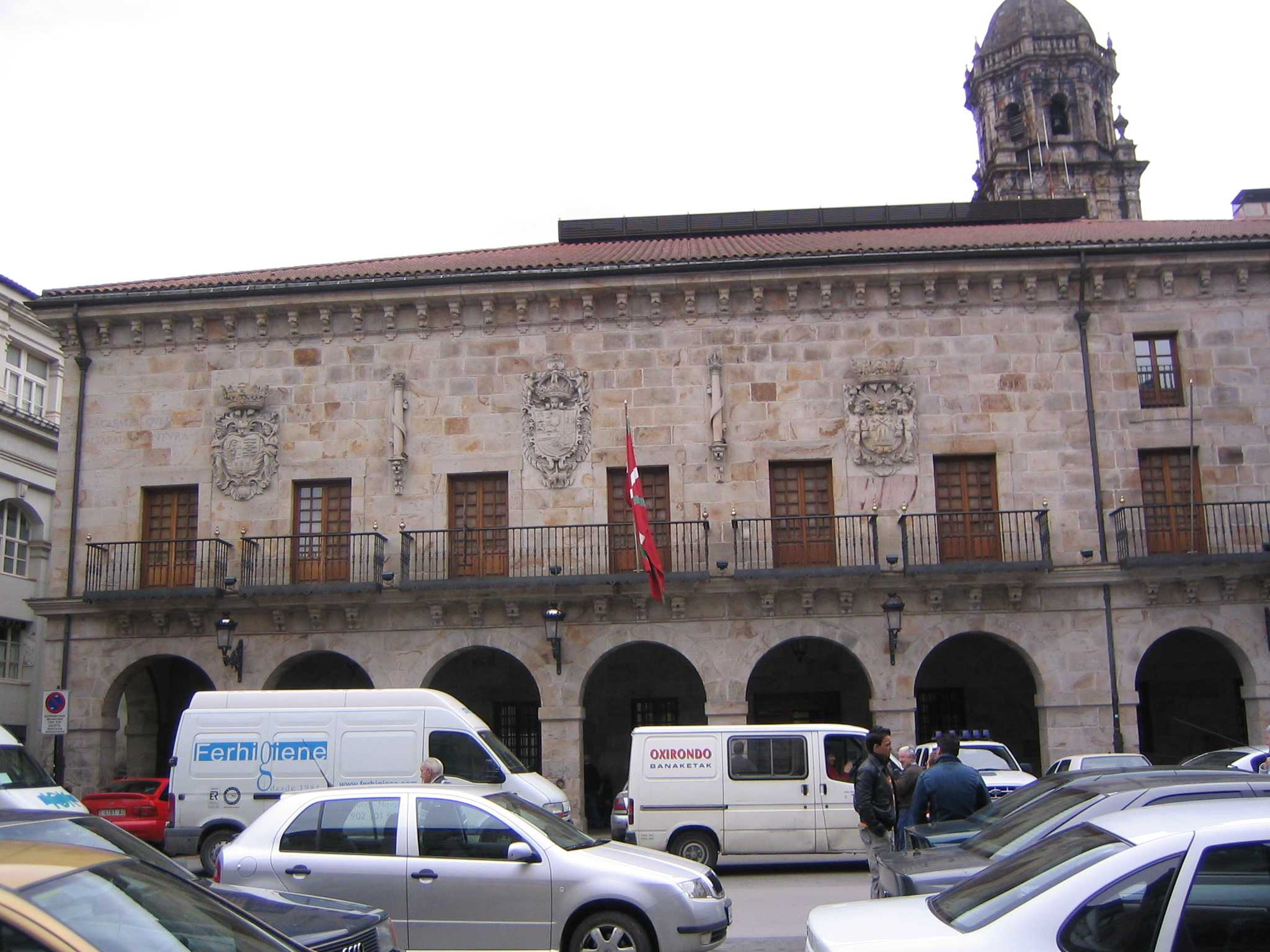
Муніципальна рада